# Alice Krige
Alice Maud Krige (Upington, 28 de junho de 1954) é uma atriz sul-africana mais conhecida pelo seu papel inicial de Rainha Borg no filme de Star Trek: First Contact. Ela voltou a fazer este papel no episódio final de Star Trek Voyager.

## Biografia

### Vida pessoal
Krige nasceu em Upington, na África do Sul, filha de Pat, um psicólogo, e Louis Krige, uma física. Ela foi para Londres em 1976. Inicialmente, ela planejava ser uma psicóloga clínica, mas acabou virando atriz após uma experiência numa turma de interpretação na Rhodes University. Então, ela foi estudar na Central School of Speech and Drama em Londres. Krige é casada com o escritor e diretor Paul Schoolman.

### Carreira
Krige se tornou uma profissional na TV britânica em 1979 e apareceu no filme para televisão A Tale of Two Cities. Também interpretou Sybil Gordon em Chariots of Fire e Eva Galli/Alma Mobley em Ghost Story (ambos em 1981). Após isto, ela interpretou Bathsheba em King David (em 1985) e Mary Shelley em Haunted Summer (em 1988). Também fez outros filmes para televisão, como Baja Oklahoma (em 1988) e Ladykiller (em 1992), e minisséries como Ellis Island (em 1984) e The Scarlet and the Black (em 1993).
Em Star Trek: First Contact, ela interpretou a Rainha Borg. Mais tarde, retornaria a este papel no jogo de videogame Star Trek: Armada II, e em Star Trek: Voyager, Endgame em 2001 (Susanna Thompson iria interpretar o papel da Rainha Borg nos quatro episódios da série entre 1999 e 2000). Ela ganhou o prêmio Laurence Olivier Theatre Award em 1982 (valendo por 1981) na categoria "Revelação Mais Promissora", na produção de Arms and the Man. Também foi nomeada por "Melhor Atriz (coadjuvante/secundária)" no Saturn Awards de 1992 pelo papel em Sleepwalkers. Em Abril de 2004, ela ganhou uma premiação honorária na Rhodes University.

## Filmografia
| Título                                                    | Ano  | Notas                         | Personagem                  |
| --------------------------------------------------------- | ---- | ----------------------------- | --------------------------- |
| BBC: Play for Today                                       | 1979 | Série de TV                   |                             |
| A Tale of Two Cities                                      | 1980 | TV                            | Lucie Manette               |
| Chariots of Fire                                          | 1981 |                               | Sybil Gordon                |
| Ghost Story                                               | 1981 |                               | Eva Galli/Alma Mobley       |
| The Professionals                                         | 1982 | Série de TV                   | Diana Molner                |
| Ellis Island                                              | 1984 | Minissérie de TV              | Bridget O'Donnell           |
| Wallenberg: A Hero's Story                                | 1985 | TV                            | Baroness Lisl Kemeny        |
| King David                                                | 1985 |                               | Bathsheba                   |
| Murder, She Wrote                                         | 1985 | Série de TV                   | Nita Cochran                |
| Dream West                                                | 1986 | Minissérie de TV              | Jessie Benton Fremont       |
| Second Serve                                              | 1986 | TV                            | Gwen                        |
| Barfly                                                    | 1987 |                               | Tully Sorenson              |
| Spies Inc.                                                | 1988 |                               | Isabelle                    |
| Baja Oklahoma                                             | 1988 | TV                            | Patsy Cline                 |
| Haunted Summer                                            | 1988 |                               | Mary Godwin                 |
| See You in the Morning                                    | 1989 |                               | Beth Goodwin                |
| Max and Helen                                             | 1990 | TV                            | Helen Weiss                 |
| The Strauss Dynasty                                       | 1991 | Minissérie de TV              | Olga                        |
| Amérique en otage, L                                      | 1991 | TV                            | Parveneh Limbert            |
| The Hidden Room                                           | 1991 | Série de TV                   | Jennifer                    |
| (Sleepwalkers (filme))                                    | 1992 |                               | Mary Brady                  |
| Ladykiller                                                | 1992 | TV                            | May Packard                 |
| Beverly Hills, 90210                                      | 1992 | Série de TV                   | Anne Berrisford             |
| Judgement Day: The John List Story                        | 1993 | TV                            | Jean Syfert                 |
| Double Deception                                          | 1993 | TV                            | Pamela Sparrow              |
| The Scarlet and the Black                                 | 1993 | Minissérie de TV              | Madame de Renal             |
| Jack Reed: Badge of Honour                                | 1993 | TV                            | Joan Anatole                |
| Sea Beggars                                               | 1994 |                               | Esposa                      |
| Sharpe's Honour                                           | 1994 | TV                            | La Marquesa                 |
| Devil's Advocate                                          | 1995 | TV                            | Alessandra Locatelli        |
| Joseph                                                    | 1995 | TV                            | Rachel                      |
| Institute Benjamenta ou This Dream People Call Human Life | 1995 |                               | Lisa Benjamenta             |
| Donor Unknown                                             | 1995 | TV                            | Alice Stillman              |
| Star Trek: First Contact                                  | 1996 |                               | Borg Queen                  |
| Hidden in America                                         | 1996 | TV                            | Dee                         |
| Amanda                                                    | 1996 |                               | Audrey Farnsworth           |
| Habitat                                                   | 1997 |                               | Clarissa Symes              |
| Twilight of the Ice Nymphs                                | 1997 |                               | Zephyr Eccles               |
| Indefensible: The Truth About Edward Brannigan            | 1997 | TV                            | Rebecca Daly                |
| The Commissioner                                          | 1998 |                               | Isabelle Morton             |
| Close Relations                                           | 1998 | Minissérie de TV              | Louise                      |
| Welome to Paradox                                         | 1998 | Série de TV                   | Aura Mendoza                |
| Deep in My Heart                                          | 1999 | TV                            | Annalise Jurgenson          |
| Molokai: The Story of Father Damien                       | 1999 |                               | Mother Marianne Cope        |
| In the Company of Spies                                   | 1999 | TV                            | Sarah Gold                  |
| Becker                                                    | 1999 | TV séries                     | Sondra Rush                 |
| The Little Vampire                                        | 2000 |                               | Freda Sackville-Bagg        |
| The Calling                                               | 2000 |                               | Elizabeth Plummer           |
| Attila                                                    | 2001 | TV                            | Placidia                    |
| Superstition                                              | 2001 |                               | Mirella Cenci               |
| Vallen                                                    | 2001 |                               | Monique                     |
| Star Trek: Armada II                                      | 2001 | Videogame (voz)               | The Borg Queen              |
| Star Trek: Voyager                                        | 2001 | Série de TV                   | Borg Queen                  |
| Dinotopia                                                 | 2002 | Minissérie de TV              | Rosemary Waldo              |
| Six Feet Under                                            | 2002 | TV                            | Alma                        |
| Reign of Fire                                             | 2002 |                               | Karen Abercromby            |
| The Death and Life of Nancy Eaton                         | 2003 | TV                            | Snubby Eaton                |
| Frank Herbert's Children of Dune                          | 2003 | Minissérie de TV              | Lady Jessica Atreides       |
| Threat Matrix                                             | 2003 | Série de TV                   | Senator Lilly Randolph      |
| Threat Matrix                                             | 2004 | Série de TV                   | Senator Lilly Randolph      |
| The Mystery of Natalie Wood                               | 2004 | TV                            | Maria Gurdin                |
| Star Trek: The Experience - Borg Invasion 4D              | 2004 | Hilton Hotel, Las Vegas       | The Borg aka The Borg Queen |
| Shadow of Fear                                            | 2004 |                               | Margie Henderson            |
| Dynasty: The Making of a Guilty Pleasure                  | 2004 | TV                            | Joan Collins                |
| Deadwood                                                  | 2005 | Série de TV                   | Maddie (2005-)              |
| Silent Hill                                               | 2006 |                               | Christabella                |
| Law & Order: Criminal Intent                              | 2006 | Série de TV                   | Gillian Booth               |
| The Line of Beauty                                        | 2006 | TV                            | Rachel Fedden               |
| The 4400                                                  | 2006 | Série de TV                   | Sarah Rutledge              |
| Lonely Hearts                                             | 2006 |                               | Janet Long                  |
| The Contract                                              | 2006 |                               | Miles                       |
| Ten Inch Hero                                             | 2007 |                               | Zo                          |
| Persuasion                                                | 2007 |                               | Lady Russell                |
| Solomon Kane                                              | 2009 |                               |                             |
| Midsomer Murders                                          | 2009 | Episódio: "secrets and Spies" | Jenny Frazer                |
| Thor: O Mundo Sombrio                                     | 2013 |                               | Eir                         |
| The OA                                                    | 2016 | Série original Netfilx        | Nancy Johnson               |